# Барбино (Тверская область)
Барбино— деревня в Краснохолмском районе Тверской области. Центр Барбинского сельского поселения.
Находится в 3 км к югу от районного центра города Красный Холм, на левом берегу реки Могочи.
Население по переписи 2002 года — 279 человек, 125 мужчин, 154 женщины.

## История
В Списке населенных мест Весьегонского уезда 1859 года значится казённая деревня Барбино, 32 двора, 180 жителей. Во второй половине XIX — начале XX века деревня относилась к Изосимовскому приходу Путиловской волости Весьегонского уезда. В 1888 году — 34 двора, 188 жителей, кроме сельского хозяйства, жители занимаются промыслами: сапожники, овчинники, уходят извозчиками в Санкт-Петербург.
В 1940 году деревня в Дымцевском сельсовете Краснохолмского района Калининской области.
В 1997 году — 101 хозяйство, 290 жителей. Администрация Барбинского сельского округа, центральная усадьба колхоза им. В. В. Куйбышева, начальная школа, детсад, ДК, медпункт, отделение связи, баня, столовая, магазин.
Уроженка д. Барбино  — Герой Социалистического Труда, доярка А.С.Великанова (1923—1992).